# Miloslav Seeman
Miloslav Seeman (Vysoké Veselí, 1892. február 15. – Prága, 1975. február 11.) cseh orvos, gyógypedagógus, egyetemi tanár, a logopédia és a hallássérültek gyógypedagógiájának egyik jeles művelője.

## Életútja
Orvosi tanulmányait Bécsben (1917-ben) végezte, és (1918-19-ben) id. Hermann Gutzmann (Albert Gutzmann fia) asszisztenseként egészítette ki Berlinben és szerzett fül-orr-gége szakorvosi képesítést. Ezután rövid ideig Bécsben dolgozott, majd 1921-ben Prágába kapott meghívást, ahol megindította a foniátria (hang- és beszédgyógyászat) művelését és országos szervezetének kiépítését. 1929-től professzor volt a prágai Károly Egyetem orvosi fakultásán és az ott általa létesített foniátriai klinikát és laboratóriumot vezette.
Több új logopédiai és foniátriai elméleti megállapítás és terápiás eljárás fűződik nevéhez. Sokat tett a hallássérültek differenciált óvodai és iskolai ellátásáért. Miloslav Seeman gazdag szakirodalmi tevékenységét nemzetközileg is számon tartják. A Folia Phoniatrica c. szakfolyóirat egyik alapítója és szerkesztője volt.

## Főbb munkái
- O lidském hlasu. (= Az emberi hang) Praha, 1953
- Česká slovní audiometrie. (= Cseh beszéd és hallásvizsgálat) Praha, 1960
- Poruchy dětské řeči. (= Nyelvi zavarok gyermekkorban.) Praha, 1965[5]